# Ćićevac
Ćićevac (v srbské cyrilici Ћићевац) је městem v centrální části Srbska. Administrativně spadá pod Rasinský okruh. Je správním střediskem stejnojmenné opštiny (obce). V roce 2011 zde žilo 4 667 obyvatel.
Město se rozkládá v údolí řeky Moravy, u soutoku Západní a Jižní Moravy, na silničním tahu Kruševac–Paraćin a na železniční trati Bělehrad–Niš. V jeho blízkosti je také vedena dálnice A1.
Ćićevac existoval nejspíše již před příchodem Turků do oblasti dnešního centrálního Srbska. Během prvního srbského povstání se místní přidávali do bojů proti Turkům, ale k Srbsku byla obec připojena až v roce 1833. Díky blízkosti hranice mezi Osmanskou říší a obrenovićovského Srbska zde probíhala řada střetů mezi vojsky obou států v druhé polovině 19. století.